# Christian Behrendt
Christian Behrendt (né à Bonn le 17 septembre 1974) est un constitutionnaliste belgo-allemand. Il est enseignant à l'Université de Liège et assesseur à la Section de législation du Conseil d'État de Belgique. Il enseigne également à l’École royale Militaire. Il est aussi professeur de droit constitutionnel à la Katholieke Universiteit Leuven (KUL).

## Parcours
Né à Bonn en 1974, il effectue sa scolarité en Allemagne avant d'entamer des études de droit à l'Université de Liège en 1995 où il obtient une licence en 2000. Il possède la double nationalité. En 2001, il obtient le diplôme de Magister Juris à l'Université d'Oxford. En 2005, il soutient sa thèse de doctorat à l'Université Paris 1 Panthéon-Sorbonne. En 2006, il obtient le diplôme de Master of Law de la Yale Law School,,.
En 2008, il obtient la chaire de droit constitutionnel de l'Université de Liège,.
Depuis 2017, il enseigne également le cours de Droit constitutionnel (Staatsrecht) à la Katholieke Universiteit Leuven (KUL).

## Publications
- Introduction à la Théorie générale de l'État - Manuel, 3e édition, avec Frédéric Bouhon, préface Paul Craig, Larcier, Bruxelles, 2014.
- Introduction à la Théorie générale de l'État - Recueil de textes, 2e édition, avec Frédéric Bouhon, Larcier, Bruxelles, 2014.
- Time and Conformity in Law in Ius Commune Lectures on European Private Law, Metro, Institute for transnational legal research, Maastricht, 2008.
- Le juge constitutionnel, un législateur-cadre positif, Bruylant et LGDJ, Bruxelles et Paris, 2006.
- Quelques réflexions sur l'activité du juge constitutionnel comme législateur-cadre in Cahiers du Conseil constitutionnel, Dalloz, Paris, 2006, p. 161-168.
- La notion de 'parliamentary sovereignty' en droit constitutionnel anglais : fondements, paradoxes et problèmes contemporains in Revue de Droit International et de Droit Comparé, Bruylant, Bruxelles, 2002, p. 221-289.
- Principes de droit constitutionnel belge, avec Martin Vrancken, préface André Alen, Bruxelles, La Charte, 2019.